# الليسيثيناز
الليسيثيناز بالإنجليزية (Lecithinase)هو نوع من الفوسفوليباز الذي يعمل على الليسيثين.   ويمكن انتاجه عن طريق:
- المطثية بيرفرنجنز
- المكورات العنقودية الذهبية
- الزائفة الزنجارية
- الليستريا المستوحدة

يسبب توكسين ألفا بيرفرينجنز (الليسيثيناز) تنخر عضلي وانحلال الدم. يستخدم ليسيثيناز المكورات العنقودية الذهبية في الكشف عن السلالات الإيجابية لتجلط الدم، بسبب الارتباط العالي بين نشاط الليسيثيناز ونشاط تجلط الدم.